# Fernando Rocha (humorista)
Fernando Alberto Pinto Pereira Alves da Rocha (Rio Tinto, 2 de Julho de 1975) é um humorista, apresentador de televisão e ator português.

## Biografia e carreira
Profissionalmente começou a trabalhar como electricista na construção civil tendo chegado a ser funcionário na CP, emprego que deixou depois de começar a viver exclusivamente do humor, onde fazia espectáculos em bares.
Começou a ser conhecido depois de ganhar o concurso televisivo Ri-te, Ri-te da TVI, em 1999, mas o seu talento de humorista ressentiu-se sobretudo após a venda do seu primeiro CD, intitulado Portugal a Rir, nessa altura editado pela Edisco. Grande parte do seu sucesso é devido às suas anedotas que tratam de forma aberta assuntos como o sexo, as raças e etnias ou a biologia mais básica do ser humano. Tanto que no espaço de 6 anos, a Espacial editou cinco CDs e dois DVDs do artista.
Fernando Rocha fez, também, parte de um programa humorístico transmitido pela SIC denominado de Levanta-te E Ri, bem como parte de outro programa de stand-up comedy no Porto Canal intitulado Zumba Na B'jeka.
Além de humorista, Rocha também tornou-se actor não só ao desempenhar o papel de um traficante de armas no filme de comédia Balas e Bolinhos 2 - O Regresso, mas também em papéis humorísticos nos programas da SIC Os Malucos do Riso, Maré Alta, entre outros. Também por duas vezes foi apresentador de televisão, na SIC, com o programa humorístico Ou Bai ou Rocha e o concurso A ganhar é que a gente se entende.
No dia 22 de Julho de 2014, comemorou quinze anos de carreira no Pavilhão Rosa Mota no Porto, espectáculo este que incluiu actuações de Rocha e alguns convidados: Marco Horácio, Pedro Neves, Rui Xará, Miguel Sete Estacas, Francisco Menezes, Nilton, João Seabra, Hugo Sousa e a dupla Quim Roscas e Zeca Estacionâncio (João Paulo Rodrigues e Pedro Alves). O espectáculo foi transmitido na SIC no dia 1 de Janeiro de 2015.
A 6 de Setembro de 2017 estreou no seu canal de YouTube um programa de humor online, o Pi100Pé, em que convida humoristas conhecidos e não só, que tem feito grande sucesso e já deu direito a duas edições especiais de Natal com as marcas do seu humor tão característico. Detém o recorde nacional do espetáculo de comédia com mais assistência de sempre, com mais de vinte mil pessoas a assistir ao Pi100Pé em junho de 2019 em Rio Tinto. Em novembro de 2024, após sete anos de programa, anunciou o seu fim.
(2017) criou o PI100PÉ programa que se destacou no YouTube e que detém o record nacional do espetáculo de comédia com mais assistência de sempre, com mais de vinte mil pessoas a assistir em junho de 2019 em Rio Tinto.
Em 2018, começou uma nova temporada de Levanta-te E Ri, comemorando os 15 anos do programa, durou 2 anos e correu o país todo.
Em 2019, estreou uma nova temporada de Não há Crise! como apresentador, na SIC, continuando com outra temporada em 2020. Neste mesmo ano, passa a ser presença assídua no programa Domingão como contador de anedotas e, posteriormente, também como apresentador.
Em 2021 estreia-se como ator na telenovela Amor Amor da SIC, no papel do bombeiro Tó Quim. Neste mesmo ano apresenta o programa Estamos em Casa.
Em 2022 estreia-se como apresentador do programa Levanta-te e Ri, fez parte do elenco da novela Lua de Mel e estreou duas novas temporadas de Não há Crise!

## Vida pessoal
Em setembro de 2022, com 47 anos, foi capa da Men's Health, surpreendendo toda a gente. Perdeu 34 kg.

## Televisão
| Ano                       | Projeto                           | Papel                          | Notas                                                                              | Canal |
| ------------------------- | --------------------------------- | ------------------------------ | ---------------------------------------------------------------------------------- | ----- |
| 1999                      | Ri-te, Ri-te                      | Ele Próprio                    | Concorrente (Vencedor)                                                             | TVI   |
| 2003–2006 / 2018–presente | Levanta-te e Ri                   | Ele Próprio                    | Humorista                                                                          | SIC   |
| 2004–2005                 | Maré Alta                         | Passageiro do navio            | Participação Especial                                                              | SIC   |
| 2005                      | Os Malucos do Riso                | Vários Papéis                  | Participação Especial                                                              | SIC   |
| 2007                      | Ou Bai Ou Racha                   | Ele Próprio                    | Apresentador                                                                       | SIC   |
| 2007–2008                 | A Ganhar É que a Gente se Entende | Ele Próprio                    | Apresentador                                                                       | SIC   |
| 2008                      | Malucos no Hospital               | Vários Papéis                  | Participação Especial                                                              | SIC   |
| 2013                      | Sol de Inverno                    | Norberto                       | Elenco Adicional                                                                   | SIC   |
| 2013                      | Portugal em Festa                 | Ele Próprio                    | Repórter                                                                           | SIC   |
| 2019–presente             | Não Há Crise!                     | Ele Próprio                    | Apresentador                                                                       | SIC   |
| 2020–presente             | Domingão                          | Ele Próprio                    | Contador de Anedotas                                                               | SIC   |
| 2020–presente             | Domingão                          | Ele Próprio                    | Apresentador                                                                       | SIC   |
| 2021–2023                 | Domingão                          | Vários Papéis                  | Sketches Cómicos                                                                   | SIC   |
| 2023                      | Domingão                          | Ele Próprio                    | Apresentador do camião-palco, ao lado de Emanuel, em substituição de Luciana Abreu | SIC   |
| 2025–presente             | Domingão                          | Ele Próprio                    | Apresentador do camião-palco, ao lado de Luciana Abreu e Emanuel                   | SIC   |
| 2021–2022                 | Amor Amor                         | António Joaquim «Tó Quim» Rato | Elenco Principal                                                                   | SIC   |
| 2021                      | Estamos em Casa                   | Ele Próprio                    | Apresentador                                                                       | SIC   |
| 2022                      | Levanta-te e Ri                   | Ele Próprio                    | Apresentador                                                                       | SIC   |
| 2022                      | Lua de Mel                        | António Joaquim «Tó Quim» Rato | Elenco Principal                                                                   | SIC   |
| 2023–2024                 | Feriadão                          | Ele Próprio                    | Apresentador                                                                       | SIC   |
| 2023–2024                 | Feriadão                          | Ele Próprio                    | Contador de Anedotas                                                               | SIC   |
| 2025                      | A Herança                         | Jacinto Correia                | Elenco Principal                                                                   | SIC   |

### Apresentação de emissões especiais / Outras participações especiais
| Ano  | Projeto           | Notas                                                                           | Canal |
| ---- | ----------------- | ------------------------------------------------------------------------------- | ----- |
| 2023 | Feliz Natal       | Apresentador, ao lado de Débora Monteiro, Melânia Gomes, Miguel Costa e Micaela | SIC   |
| 2025 | Olhá SIC…na Taça! | Apresentador, ao lado de Débora Monteiro e João Paulo Sousa                     | SIC   |

## Discografia

### Álbuns
- Portugal a rir 1 - Ao vivo no bar Tic Tac (2001) - Disco de Prata
- Portugal a rir 2 - Ao vivo no Velhote Bar (2002) - Disco de Ouro
- Portugal a rir 3 - Ao vivo no bar Nautilus (2003) - Disco de Platina
- Portugal a rir 4 - Ao vivo no bar Tic Tac (2004) - Disco de Ouro
- Portugal a rir 5 - Ao vivo no Industrial Bar (2005) - Disco de Ouro
- Portugal a rir 6 - Ao vivo no Teatro Sá da Bandeira (2006)
- Portugal a rir 7 - Ao vivo no Teatro Sá da Bandeira (2009)

### DVDs
- Portugal a rir 3 - Ao vivo no bar Nautilus (2002) - Disco de Tripla Platina
- Ao Vivo no Coliseu do Porto (2004) - SIC e Disco de Dupla Platina
- Ao vivo no Teatro Sá da Bandeira (2009)
- 15 Anos de Carreira Ao vivo no pavilhão rosa mota Espacial Música & Sic (2015)

## Cinema
- 2004: Balas & Bolinhos: O Regresso
- 2012: Balas & Bolinhos: O Último Capítulo